# هندسه آفین

در هندسه وابسته، از اصل پلیفیر برای یافتن خط از طریق C1 و موازی با B1B2، و برای یافتن خط از طریق B2 و موازی با B1C1 استفاده می‌شود: تقاطع C2 آنها نتیجه ترجمه نشان‌داده‌شده است.

هندسهٔ همگر یا هندسه آفین هندسه‌ای است که شامل اصل توازی (اصل پنجم اقلیدس) می‌شود، ولی مفهوم زاویه در آن تعریف نشده است و دو طول را نمی‌توان در دو جهت مختلف با هم مقایسه کرد. (اصول سوم و چهارم اقلیدس معنایی ندارند)